# Emil Braun

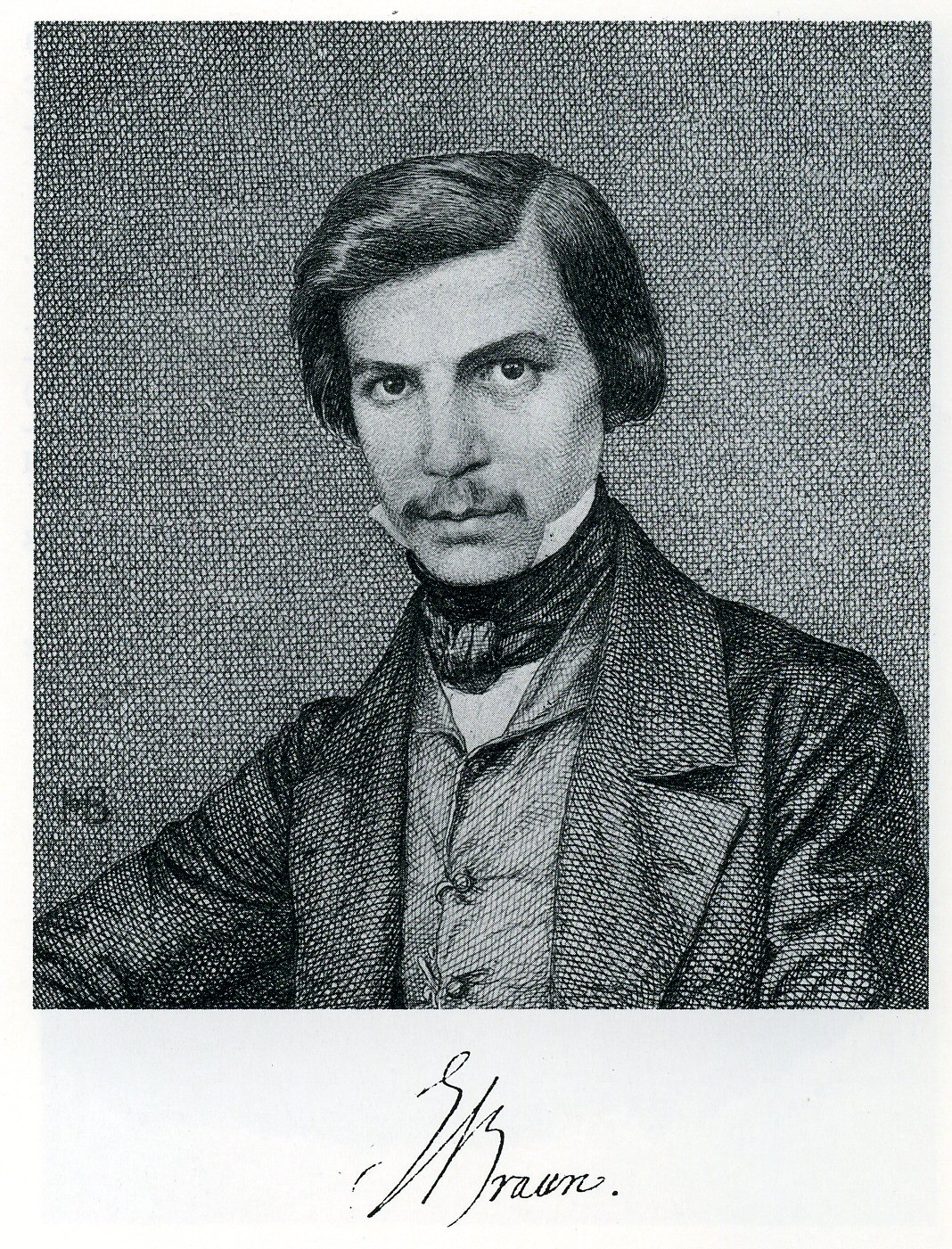
Braun porträtiert von einem unbekannten Künstler, um 1840/45; darunter Signatur Brauns

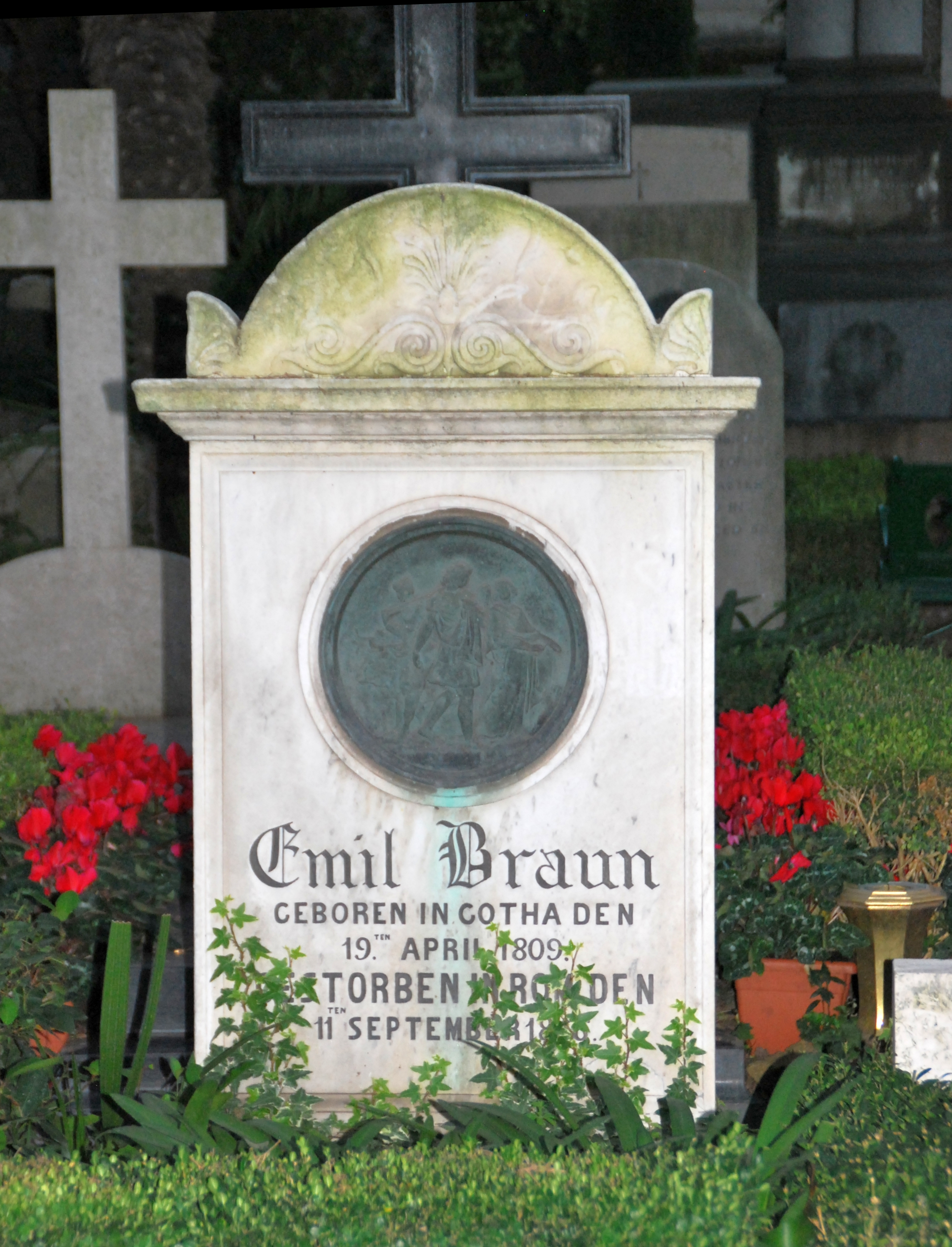
Grab Brauns auf dem Cimitero acattolico in Rom.

August Emil Braun (* 19. April 1809 in Gotha; † 12. September 1856 in Rom) war ein deutscher Klassischer Archäologe.

## Leben
Braun, Sohn eines herzoglichen Forstmeisters, studierte nach dem Besuch des Gothaer Gymnasiums Ernestinum zunächst in Göttingen Archäologie und Philosophie, genoss dann im Jahre 1832 eine praktische Ausbildung zum Archäologen in Göttingen, München und Dresden und ging 1833 nach Berlin, wo er Eduard Gerhard nach Rom folgte. Dort wurde er im gleichen Jahr beim Institut für archäologische Korrespondenz zunächst als Bibliothekar und bald darauf als Sekretär angestellt. 1834 übernahm Braun die Redaktion des Bulletino, 1837 die der Annali dieses Instituts.
Braun richtete im Institut später eine galvanoplastische Werkstatt ein. Für den Glaspalast in Sydenham stellte er eine größere Zahl von Abgüssen bedeutender Kunstwerke her.

## Schriften (Auswahl)
- Il giudizio di Paride rappresentato sopra tre inediti monumenti. Didot, Paris 1838 (Digitalisat).
- Kunstvorstellungen des geflügelten Dionysos. Franz, München 1839 (Digitalisat).
- Tages und des Hercules und der Minerva heilige Hochzeit. Franz, München 1839 (Digitalisat).
- Antike Marmorwerke. Brockhaus, Leipzig 1843 (Digitalisat).
- Die Schaale des Kodros. Berlin 1843.
- Zwei Dekaden antiker Marmorwerke. 1843.
- Zwölf Basreliefs griechischer Erfindung aus Palazzo Spada, dem Capitolinischen Museum und Villa Albani, hrsg. durch das Institut für archäologische Correspondenz. Salviucci, Rom 1845.
- Die Ficoronische Ciste des Collegio Romano, in treuen Nachbildungen. Wigand, Leipzig 1850.
- Griechische Götterlehre iin zwei Büchern. Gotha 1850–1854 (Digitalisat).
- Vorschule der Kunstmythologie. Perthes, Gotha 1854 (Digitalisat).
- Die Ruinen und Museen Roms, für Reisende, Künstler und Alterthumsfreunde. Vieweg, Braunschweig 1853 (Digitalisat) (Der beste Führer für Rom-Besucher seinerzeit).